# Music Hole
Ne doit pas être confondu avec Music Hole (film).
Albums de Camille
Live au Trianon
(2006) Ilo Veyou
(2011)
Music Hole est le troisième album de Camille, sorti le 7 avril 2008. Il est écrit et produit en collaboration avec MaJiKer.
L'album contient des interventions de Jamie Cullum et de Sly Johnson du Saïan Supa Crew, ainsi que de nombreuses percussions corporelles, avec la participation du groupe brésilien Barbatuques.
Camille explique que le nom de l'album « renvoie au trou noir, l'endroit d'où l'on vient, celui où l'on retourne... C'est également une référence au music-hall, bien sûr ».
L'album atteint la 5e position du classement des albums les mieux vendus en France durant la semaine de sa sortie.
En 2009, la dixième chanson de l'album, Waves est utilisée dans une publicité pour Perrier.

## Titres

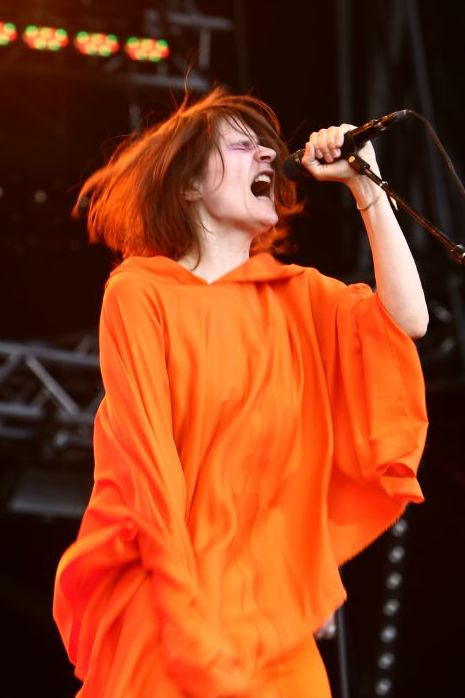
Camille en 2008 à Belfort lors de la tournée Music Hole.

1. Gospel with No Lord
2. Canards sauvages
3. Home Is Where It Hurts
4. Kfir
5. The Monk
6. Cats and Dogs
7. Money Note
8. Katie's Tea
9. Winter Child
10. Waves
11. Sanges Sweet